# Federico Andahazi
Federico Andahazi (ur. 6 czerwca 1963 w Buenos Aires), argentyński pisarz, autor powieści i opowiadań.
Jest synem węgierskiego poety Beli Andahaziego i Juany Merlín. Studiował psychologię na uniwersytecie w Buenos Aires, następnie pracował w tym zawodzie. Pierwszą powieść - El oficio de los santos - ukończył w 1989, jednak nie została ona opublikowana. Jego wydawniczym debiutem była powieść Anatom' z 1997 roku. Jej bohaterem jest Matteo Colombo, szesnastowieczny lekarz i badacz. Na język polski przełożono również Siostry z tego samego roku oraz napisanego w 2000 Księcia. Druga z tych książek to odrealniona, zawierająca elementy magiczne, diagnoza latynoskiej dyktatury, tytułem nawiązująca do dzieła Niccolò Machiavellego.

## Powieści
- Anatom (El anatomista 1997)
- Siostry (Las piadosas 1997)
- Książę (El príncipe 2000)
- El secreto de los flamencos (2002)
- Errante en la sombra (2004)
- La ciudad de los herejes (2005)
- El conquistador (2006)
- Pecar como Dios manda. Historia sexual de los argentinos (2008)
- Argentina con Pecado Concebida. Historia sexual de los argentinos 2 (2009)